# Tim Russert
Timothy John Russert, conosciuto col diminutivo Tim (Buffalo, 7 maggio 1950 – Washington, 13 giugno 2008), è stato un giornalista, avvocato e conduttore televisivo statunitense, conduttore del programma Meet the Press per 16 anni, vicepresidente della NBC e capo esecutivo della sede di Washington.

## Biografia
Nato a Buffalo, capoluogo della Contea di Erie nello stato di New York, conseguì due lauree, per poi dedicarsi all'attività di giornalista, inviato e conduttore per la NBC. A lui si deve la suddivisione degli stati federali in colorazione blu e rossa, durante l'assegnazione degli elettori nelle elezioni presidenziali degli Stati Uniti. 
Russert morì d'infarto nel 2008 e venne sepolto nel Cimitero di Rock Creek a Washington.